# Хетепхерес
Хетепхере́с I («Умиротворение (Htp) на (Hr) ней (s)») — сестра и жена египетского фараона Снофру, мать Хеопса, бабка Хетепхерес II, возможная дочь царя Хуни и царицы Мересанх I. Предполагается, что она умерла во времена царствования Хеопса.
Её саркофаг и погребальная мебель была обнаружена в 1925 году, рядом с пирамидами, прилегающими к Пирамиде Хеопса в шахте G7000x. Состояние гробницы оказалось достаточно хорошим, и большинство содержимого было не повреждено. Хотя саркофаг был запечатан, а канопы нетронуты, мумии Хетепхерес там не было. Эти канопы — старейшие образцы, которые известны учёным, а потому считается, что Хетепхерес была первой царицей, чьи органы были погружены в канопы. Предполагается, что мумия Хетепхерес I была уничтожена грабителями вскоре после её первичного захоронения, после чего её сын царь Хуфу перезахоронил саркофаг матери (считается, что он даже не знал о том, что саркофаг пуст) в Гизе, поближе к своей знаменитой пирамиде.

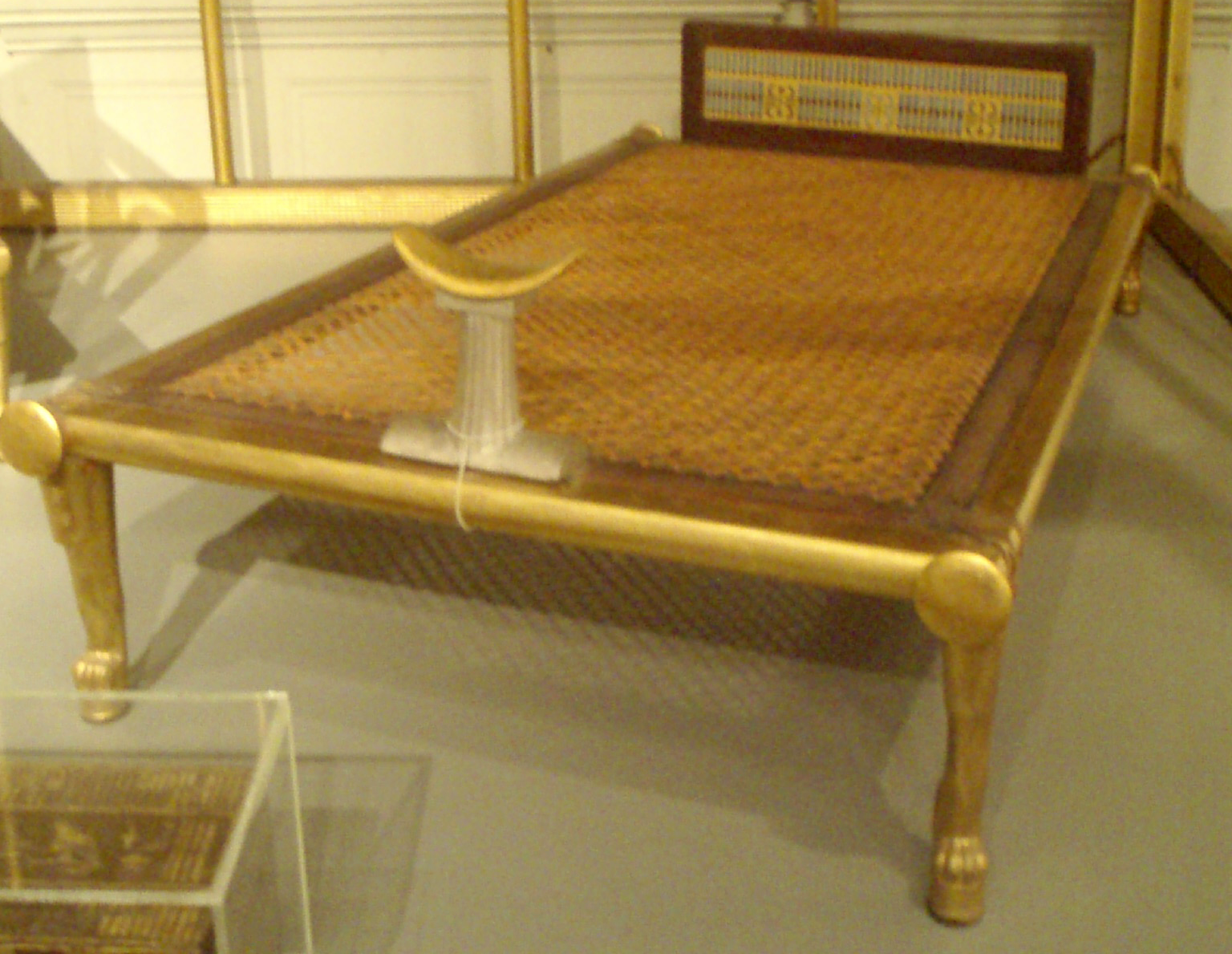
Кровать с подголовником из состава погребальной мебели Царицы Хетепхерес. Длина кровати — 177 см. Реконструкция оригинала хранится в Каире, данная копия — в музее изящных искусств в Бостоне.

Содержимое гробницы раскрывает многие детали о роскоши и способе жизни фараонов 4-й династии. Вещи, которые были найдены в гробнице, демонстрируются в Каирском египетском музее, точные копии погребальной обстановки — в музее изящных искусств в Бостоне.
Паланкин царицы, обнаруженный в её гробнице, содержит надпись: «Мать царя, которая наставляла его, та, чьи наставления всегда исполнялись». Кроме того Хетепхерес I носила титулы «Царская дочь» (s3T-nswt), «Мать царя Верхнего и Нижнего Египта» (mwt-nswt-biti), «Спутница Гора» (Smr [t] Hr) и «Дочь Бога от плоти его» (s3t-ntr-nt-kht.f).
При изучении найденных в гробнице Хетепхерес I украшений учёные обнаружили созданный в 2600 году до н. э. серебряный браслет, хотя в тот период на территории Египта источников этого металла не было. Состав серебра указывает, что его добыли на Кикладских островах в Эгейском море, а затем привезли в Египет, предположительно через порт Библ. Это стало первым свидетельством торговли между Древним Египтом и Грецией.